# USS Daly (DD-519)
L'USS Daly (DD-519) est un destroyer de la classe Fletcher en service dans la Marine des États-Unis pendant la Seconde Guerre mondiale. Il a été nommé en l'honneur du sergent-major des Marines Daniel Daly (1873-1937), l'une des rares personnes à avoir reçu deux fois la Medal of Honor.

## Construction
Sa quille est posée le 29 avril 1942 au chantier naval Bethlehem Mariners Harbor de Staten Island, dans l'état du New York. Il est lancé le 24 octobre 1942; parrainé par Mme A. Ransweiler, nièce du Sergent Major Daly, et mis en service le 10 mars 1943.

## Historique

### 1943
Entre le 14 mai et le 21 juin 1943, le Daly protège le porte-avions USS Ranger (CV-4) lors d'exercices et de patrouilles au large de la base navale Argentia (Naval Station Argentia), à Terre-Neuve. Une semaine plus tard, il quitte New York pour assurer la protection du porte-avions USS Lexington (CV-16) et arrive à San Diego le 4 août. Le jour suivant, il a fait route vers l'Alaska, arrivant à Adak le 11 août. Il escorte des transports pour l'invasion de Kiska du 15 au 21 août, puis patrouille et escorte entre Kiska et Attu jusqu'au 18 novembre, date à laquelle il part pour Pearl Harbor, où il arrive le 23 novembre.
Le Daly a quitté Pearl Harbor le 9 décembre 1943 et est arrivé dans la baie de Milne (Milne Bay), en Nouvelle-Guinée, le 18 décembre. Quatre jours plus tard, il est sorti pour escorter les péniches de débarquement lors de l'assaut sur Cap Gloucester, en Nouvelle-Bretagne, le 26 décembre. Il éclaboussa deux bombardiers japonais qui attaquaient, puis aida les survivants du destroyer USS Brownson (DD-518), sauvant 168 de ses membres d'équipage malgré l'explosion des grenades sous-marines du navire en perdition, ce qui provoqua une perte temporaire de puissance du Daly.

### 1944

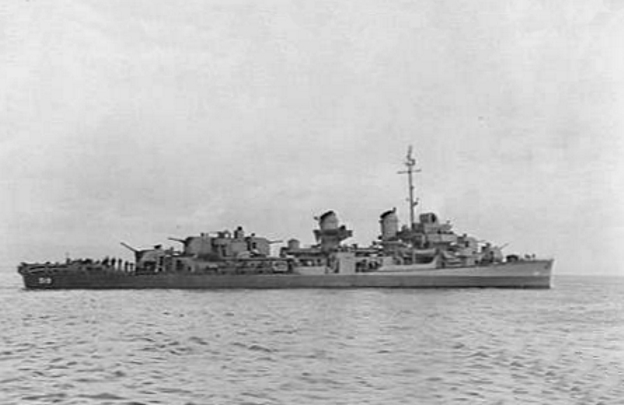
Le Daly peint en camouflage "Measure 22".

Le Daly a couvert le retrait des bâtiments de débarquement de chars Landing Ship Tank (LST) au Cap Sudest, puis a escorté un convoi vers Saidor en Papouasie-Nouvelle-Guinée pour les débarquements d'invasion du 2 au 4 janvier 1944. Il est resté dans la région de la Nouvelle-Guinée pour couvrir les opérations de réapprovisionnement des troupes à Saidor et à Cap Gloucester jusqu'au 4 février, date à laquelle il s'est embarqué pour Sydney, en Australie.
De retour à la baie de Milne, le 22 février 1944, le Daly s'est embarqué avec le Task Group 74.2 (TG 74.2) pour l'invasion des îles de l'Amirauté (opération Brewe), participant aux bombardements de l'île de Los Negros le 29 février et de Seeadler Harbor sur l'île de Manus le 7 mars, et patrouillant en soutien aux forces de débarquement. Il est retourné à la baie de Milne le 12 mars. Il a participé depuis ce port à divers exercices d'entraînement et a bombardé le port de Wewak le 17 mars, puis est sorti le 18 avril pour l'opération Hollandia. Il a fourni un appui-feu aux troupes d'invasion les 21 et 22 avril, puis a quitté le port de Seeadler pour bombarder les aérodromes de Wakde et de Sawar dans la nuit du 29 au 30 avril afin de neutraliser le danger d'une attaque aérienne sur les positions alliées nouvellement gagnées en Nouvelle-Guinée, et pour patrouiller entre Aitape et la baie de Tanahmerah.
Du 15 mai au 5 août 1944, le Daly a participé aux opérations de la Nouvelle-Guinée occidentale. Il a assuré l'appui-feu et le bombardement dans la région de Toem-Wakde-Sarmi, au large des îles Biak, Noemfoor et Mios Woendi, et a servi de piquet radar et de navire de liaison entre les forces de débarquement et de couverture au large du Cap Sansapor. Après une brève révision à Sydney en Australie, il est sorti de la baie de Humboldt le 11 septembre pour l'invasion de Morotai, fournissant des patrouilles et un appui-feu avant de revenir à Manus le 29 septembre. Il est reparti le 11 octobre pour fournir un appui-feu aux troupes qui envahissaient Leyte et a participé aux combats de surface avec les navires japonais pendant la bataille du détroit de Surigao, phase de la bataille décisive du golfe de Leyte, les 25 et 26 octobre. Le Daly est retourné à Manus le 3 novembre et six jours plus tard, il s'est embarqué pour une révision sur la côte ouest.

### 1945
Le Daly arrive au large d'Iwo Jima le 16 février 1945 dans la protection des transporteurs de soutien aérien. Il a sauvé 11 survivants du porte-avions USS Bismarck Sea (CVE-95), coulé par un avion suicide le 21 février. Le Daly quitte la zone le 7 mars pour la baie de San Pedro, à Leyte, afin de rejoindre les forces préparant l'invasion d'Okinawa. Le 27 mars, il est sorti pour fournir des patrouilles et un appui-feu pendant l'assaut et l'occupation d'Okinawa. Au cours d'une attaque suicide le 28 avril, il a pris un avion ennemi sous le feu et l'a projeté à 25 mètres à peine du côté bâbord. La bombe de l'avion a explosé, tuant trois personnes et blessant 16 membres de l'équipage du Daly. Les réparations ont été rapidement effectuées à Kerama Retto et le Daly a repris son dangereux travail de patrouille. Le 25 mai, il a aidé le destroyer d'escorte USS Bates, victime d'un kamikaze, en sauvant un survivant gravement brûlé du navire en perdition. Le 10 juin, il protège les porte-avions de la 3e flotte (3rd Fleet) dans leurs frappes sur le continent japonais.
Après s'être ravitaillé dans le golfe de Leyte, le Daly retourne à Okinawa le 16 juillet 1945. Il a rejoint la Task Force 95 (TF 95) pour patrouiller la mer de Chine orientale à la recherche de navires ennemis. Deux autres recherches au large de l'embouchure du fleuve Yangtsé et des approches de Shanghai ont été effectuées avant la fin de la guerre. Le Daly est arrivé à Nagasaki le 14 septembre pour une mission d'occupation, servant dans les eaux japonaises jusqu'au 17 novembre, date à laquelle il a quitté Sasebo pour les États-Unis, arrivant à San Diego en Californie le 6 décembre. Il est arrivé à Charleston en Caroline du Sud, le 23 décembre, et a été mis hors service en réserve le 18 avril 1946.

### 1951 - 1960
Remis en service le 6 juillet 1951, le Daly a rejoint la flotte de l'Atlantique (U.S. Atlantic Fleet) et a opéré à partir de son port d'attache, la base navale de Newport (Naval Station Newport), dans l'état de Rhode Island, pour des exercices de lutte anti-sous-marine et d'escorte de convois et pour des patrouilles. Entre le 18 mars 1953 et le 15 janvier 1954, il a fait une croisière autour du monde, naviguant vers l'ouest pour rejoindre la Task Force 77 (TF 77) au large de la Corée où il a patrouillé au large de Cheju-do, le site des camps de prisonniers de guerre de l'Organisation des Nations unies (ONU), puis il a continué son voyage de retour à travers l'océan Indien et la Méditerranée, faisant escale dans divers ports en route.
La croisière prolongée suivante du Daly l'emmène en Europe du Nord et en Méditerranée entre le 28 juillet et le 28 novembre 1955, après quoi il opère avec le 3e groupe de chasseurs-tueurs (Hunter-Killer Group 3) dans les Caraïbes jusqu'au 10 avril 1956. Le 4 janvier 1957, il quitte Newport pour une croisière avec la Middle East Force, mettant en œuvre la politique étrangère américaine avec des visites à Freetown en Sierra Leone; Simonstown et Cape Town dans l'Union d'Afrique du Sud; Mombasa au Kenya; Karachi au Pakistan; Aden et Massaoua d'Erythrée; et les îles Canaries avant de revenir dans la baie de Narragansett le 7 juin 1957.
Entre le 3 septembre et le 27 novembre 1957, le Daly a effectué des croisières en Europe du Nord et en Méditerranée, dans le cadre d'exercices de l'Organisation du traité de l'Atlantique nord (OTAN) et du service de la 6e flotte (6th Fleet). Entre le 17 mars et le 11 octobre 1959, il retourne en Méditerranée, en mer Rouge et dans le golfe Persique.

### Destinée
Le 2 mai 1960, à Norfolk, le Daly a été désarmé et placé en réserve. Le navire a été rayé du registre des navires de guerre (Naval Vessel Register) le 1er décembre 1974. Il a été vendu le 22 avril 1976 et mis à la ferraille.

## Décorations
Le Daly a reçu 8 battle stars (étoiles de combat) pour son service pendant la Seconde Guerre mondiale et 1 battle star pour la guerre de Corée.